# Karl-Heinz Krause

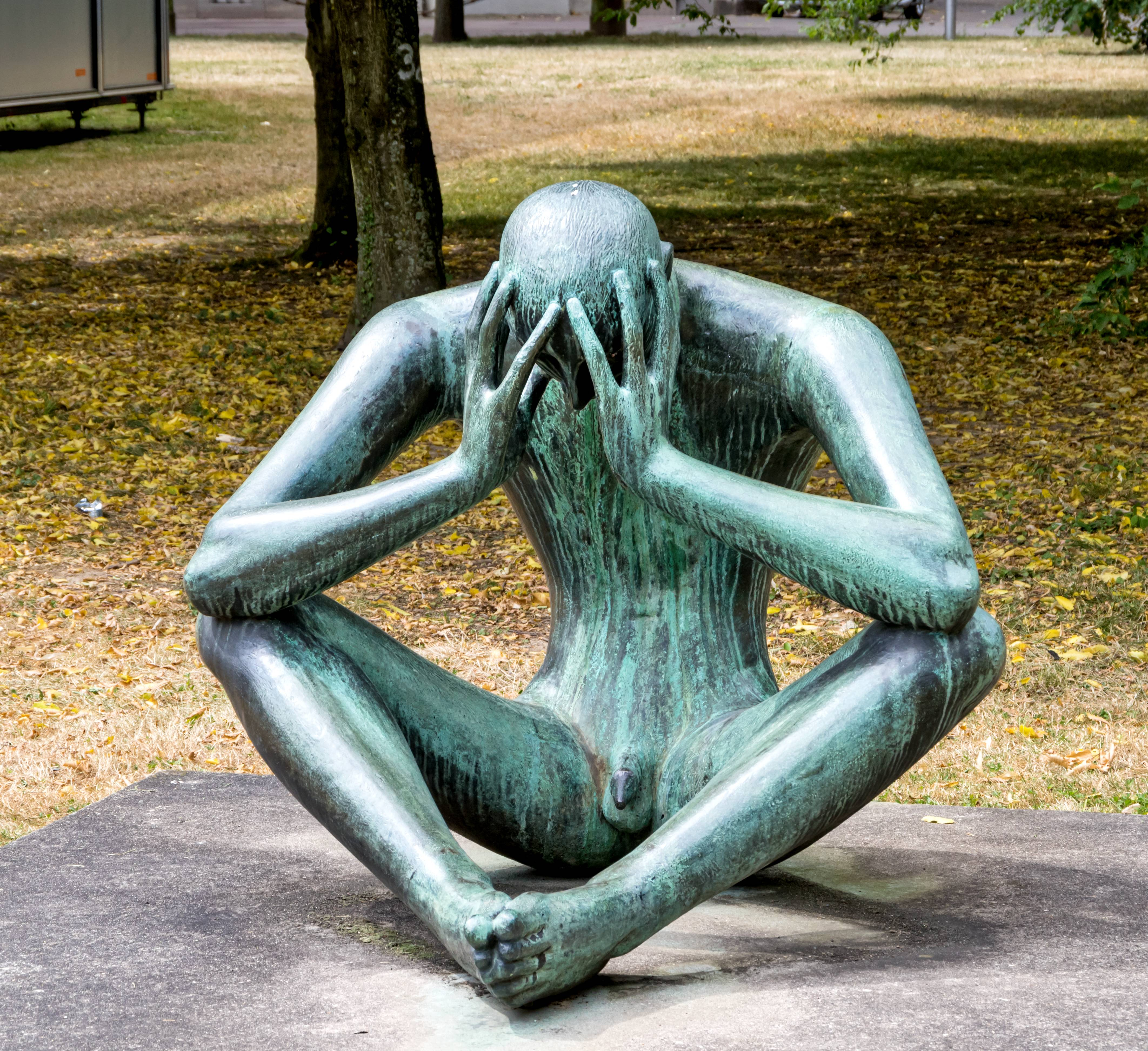
Der Denker (1961), Karlsruher Institut für Technologie

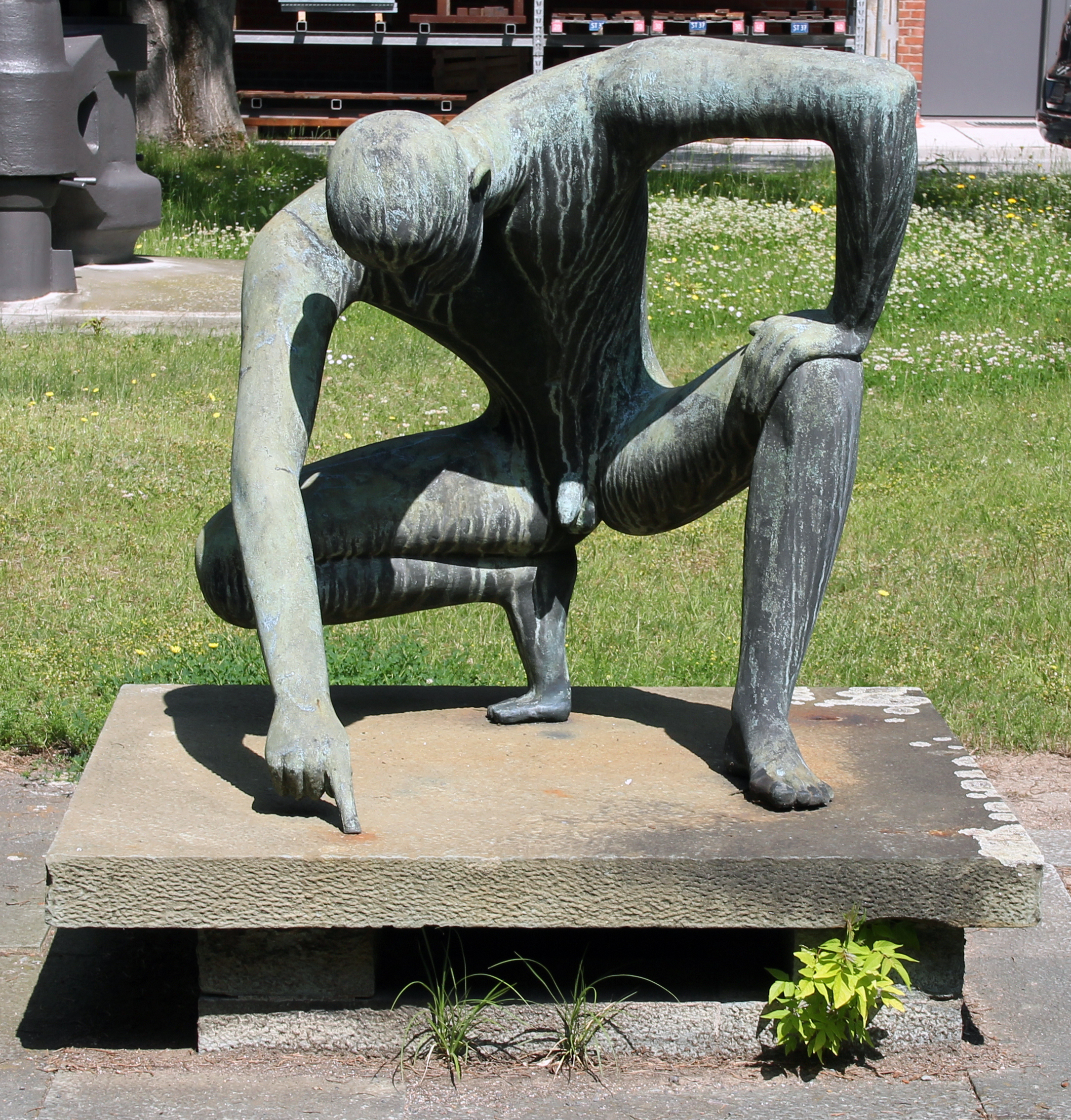
Archimedes von 1962, Unter den Eichen 87, Berlin-Lichterfelde

Karl-Heinz Krause (* 25. Juni 1924 in Angermünde; † 28. Juli 2019 in Mainz) war ein deutscher Bildhauer.

## Leben
Nach überstandenem Krieg und Gefangenschaft begann er 1947 sein Studium an der Hochschule für Bildende Künste in Berlin bei Heinrich Ilgenfritz und Arno Mohr, wo er die graphischen Techniken erlernte. Nach dem Wechsel 1948 in die dritte Dimension ohne Aufnahmeprüfung an die Hochschule für bildende Künste in Berlin-Charlottenburg wurde er Schüler von Maximilian Debus, Wilhelm Tank und Oskar Bangemann. In der Meisterklasse beschäftigte er sich intensiv mit den Arbeiten und Anregungen seiner Lehrer Renée Sintenis und Richard Scheibe, bei dem er seit 1952 Meisterschüler war. So fand er sehr bald zu seinem eigenen Weg der Bildhauerei. Nach dem Ende des Studiums im Jahre 1954 ließ er sich in Berlin als freischaffender Bildhauer im ehemaligen Atelier von Paul Wynand nieder und erhielt bereits fünf Jahre später den Georg-Kolbe-Preis der Stadt Berlin durch Richard Scheibe überreicht.
Auf dem Grundsatz der ästhetischen Darstellung des menschlichen Körpers aufbauend und diesen in seinen Bewegungen, Haltungen und Stimmungen festhaltend, verband Krause die Darstellung des Körpers stets mit der sachlichen Komponente der Geometrie als Grundform, beziehungsweise mit den Gesetzen der Physik (Gewicht – Gegengewicht oder Last – Stütze) als formgebendes Kriterium. Hiermit erreichte er die charakteristische Ausgewogenheit und Harmonie in der Ausstrahlung seiner Arbeiten.
1961 entwarf er vier Bronze-Tore für das Mainzer Gutenberg-Museum. 1965 übersiedelte Krause nach Mainz.
1978 erwarb das Landesmuseum in Mainz den lebensgroßen Pariser Torso.
Königin Beatrix der Niederlande erhielt anlässlich ihres Besuches 1982 eine Plastik („Aurelia“, Werkverzeichnis 184) von Karl-Heinz Krause vom Bundespräsidenten Karl Carstens geschenkt.
1987 war der Bildhauer Ehrengast in der Deutschen Akademie Villa Massimo in Rom. Es folgten mehrere Aufenthalte in der Villa Romana in Florenz.
Karl-Heinz Krause hatte viele Einzelausstellungen in verschiedenen Städten Deutschlands und im Ausland wie z. B. Basel, Bern, New York, Neu-Delhi (Relief in der deutschen Botschaft), Paris (Brunnenplastik im deutschen Kulturinstitut), Antwerpen, Stockholm und Helsinki.
Arbeiten im öffentlichen Besitz sind in der Berliner Nationalgalerie, Kunsthalle zu Kiel, Mittelrheinisches Landesmuseum Mainz, Salzmann Collection New York, Ford Collection Detroit.
Er wurde als viertes Kind von Hermann und Ernestine Krause geboren worden. Er war mit der Malerin Ursula Krause-Oehme seit 1960 verheiratet. Einer seiner Brüder war Dagobert Krause.

## Werke

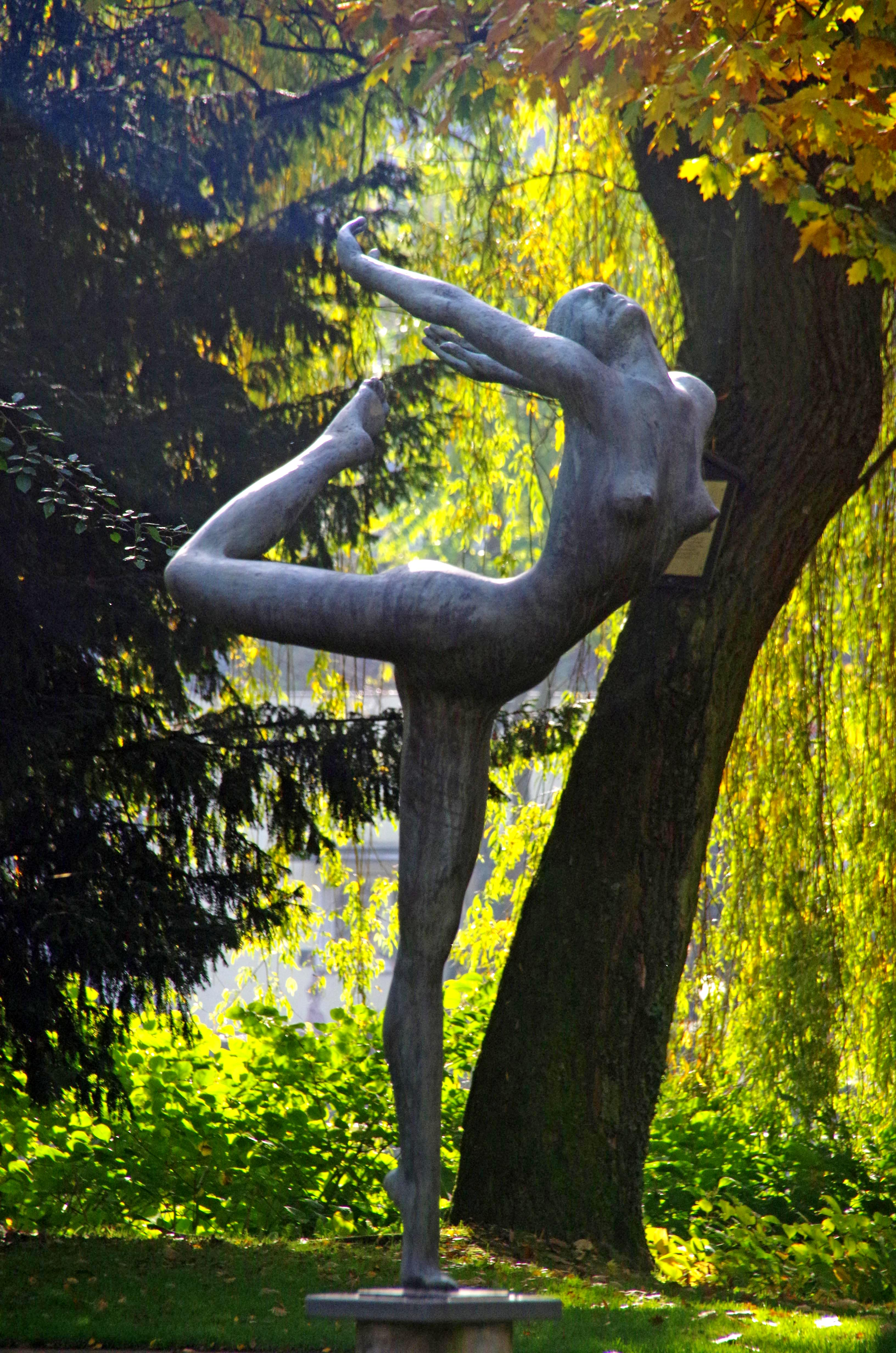
Bad Ems, große Daphne

- Bad Ems, große DaphneFliegende Kraniche 1959 in der deutschen Botschaft in New Delhi
- Die große Stille Stunde Kunsthalle zu Kiel
- Der Feuervogel am Mainzer Rheinufer 1970
- Archimedes
- Sitzende Saxonia
- Artistinnen, Behring-Krankenhaus Berlin 1963
- Elegie
- Der Denker, Karlsruher Institut für Technologie 1966
- Solveig, Neue Nationalgalerie Berlin
- Pariser Torso, Landesmuseum Mainz
- ET IN ARCADIA EGO (Relief)
- Denker, Bertha-von-Suttner-Schule Berlin 1960 (Werkverzeichnis 41)
- Fliegender Merkur, in der Disconto-Bank in Berlin 1967
- Die Tore am Gutenberg-Museum 1962
- Die kleine Daphne als Preis des Berliner Theatervereins seit 1976
- Die große Daphne im neuen Staatsbad in Bad Ems
- Sankt Nikolaus in Hamm bei Konz an der Saar seit 6. Dezember 1993
- siehe auch unter http://www.artnet.de/k%C3%BCnstler/karl-heinz-krause/